# Aalto-Theater

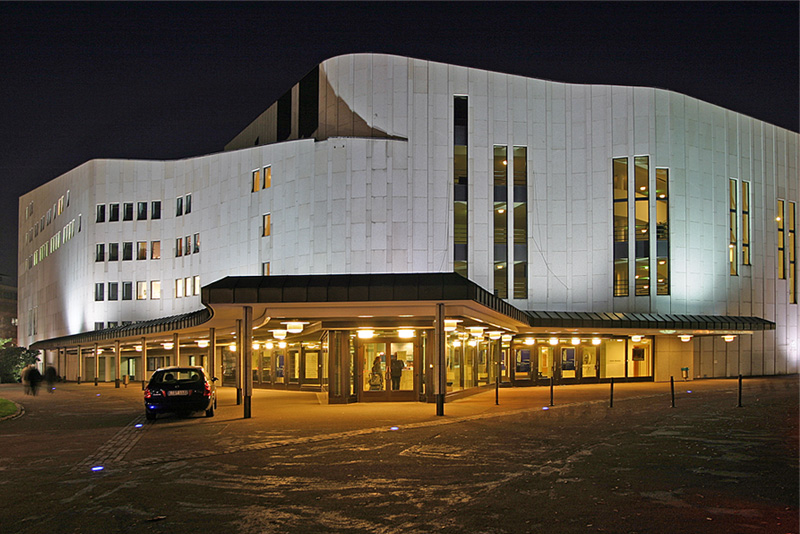
L'Aalto Theater d'Essen.

L'Aalto Theater és una sala d'òpera i ballet de la ciutat d'Essen, en el Ruhr d'Alemanya. De fet, és la seu de la companyia d'òpera i ballet de la ciutat. El famós arquitecte finlandès Alvar Aalto la va dissenyar el 1959, però la seva mort abans de finalitzar l'obra va fer que la sala portés el seu nom. Es va inaugurar el 25 de setembre de 1988 amb la representació de Die Meistersinger von Nürnberg de Richard Wagner. La sala asimètrica pot donar cabuda fins a 1.200 espectadors.